# Common law

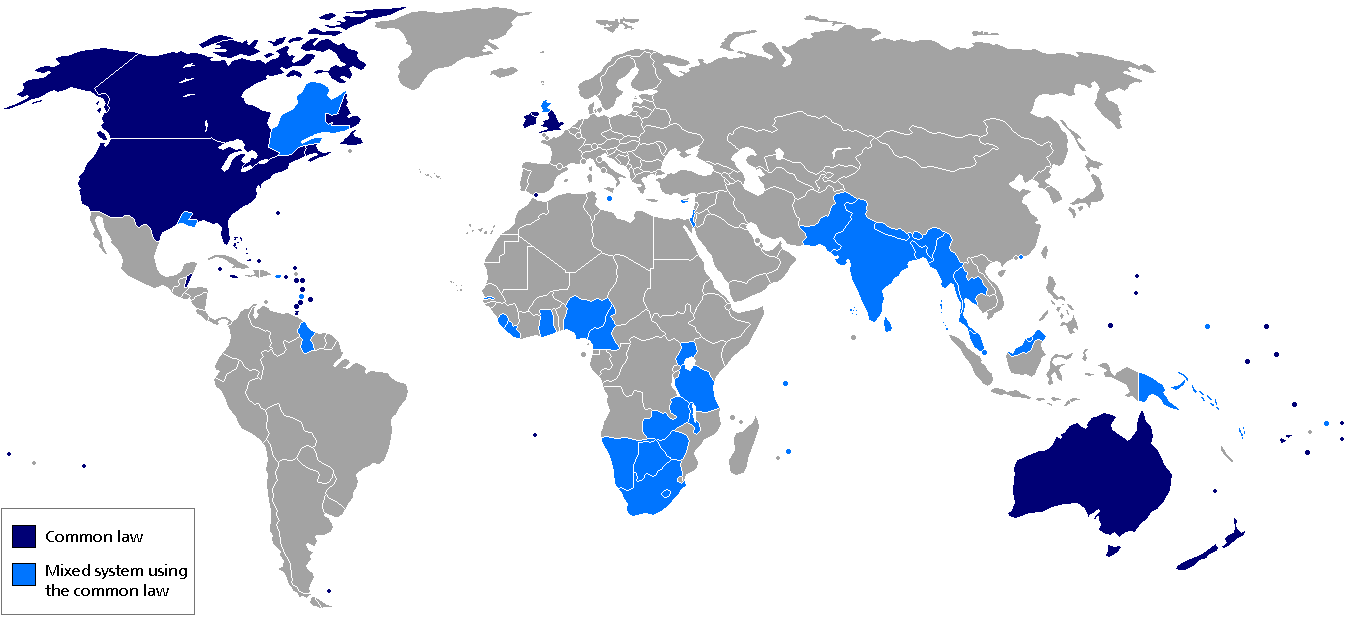
Common law-system
Common law används i viss utsträckning

Common law (alternativt anglosaxisk rätt eller angloamerikansk rätt) är det rättssystem, härstammande från engelsk rätt från medeltiden och framåt, som frigjort sig från den klassiska romerska rätten och lägger stor tonvikt på prejudikat som rättskälla, det vill säga bindande rättsfall som innebär att domstolar av samma och lägre rang är bundna av den principiella regel som ligger till grund för utslaget i domen, enligt principen "lika för lika" och att prejudikat binder, stare decisis. Det utpekas ofta som motsatsen till civil law eller kontinentaleuropeisk romersk rätt, vilket inte ska förväxlas med civilrätt, som är en central del av båda rättssystem. Common law-länder i Europa omfattar förutom Storbritannien även Irland och Malta, globalt bland annat USA, Kanada, Australien, Nya Zeeland, Sydafrika, Indien, Pakistan, Guyana, Jamaica och Belize (även om Skottland, Quebec, Louisiana, Sydafrika, Indien och Pakistan har olika former av blandsystem).  
Common law är även ett ackusatoriskt system som skiljer sig från och brukar kontrasteras mot kontinentaleuropeisk rättsordning som i litteraturen brukar betecknas som civil law och som huvudsakligen är ett inkvisitoriskt system. I en rättsprocess, t. ex. ett brottmål i ett anglosaxiskt land tjänar domare och jury endast som opartisk bedömare av framlagda fakta (om än med en snedvriden bevisbörda, som bortom rimligt tvivel) medan det inkvisitoriska systemet förutsätter den offentliga maktens börda att ta reda på vissa allmännyttiga fakta. I Sverige gäller detta även vid icke-dispositiva mål, som ex. en vårdnadstvist. I ett civilmål är denna skillnad mindre betydlig. 

## Bakgrund
Den principiella regeln kan ha skapats tidigare av en domstol av högre eller samma rang, eller skapas av domstolen i det enskilda fallet; denna del av rättsordningen är alltså skapad av domstolarna, inte av lagstiftaren (engelska: case law, dvs rättsfall som bildar prejudikat). De av domstolarna skapade reglerna gäller till dess att den lagstiftande församlingen stiftat en från domstolsavgörandena avvikande lag (engelska: statutory law, som betecknar stiftad lag): när så skett går lagen före domstolsavgörandena. Förenklat kan det sägas att rättsfall bygger kedjor eller delar i en byggsats vars interna logik skapar och utvecklar en rättsregel vid fall efter fall, där den uppenbara interna logiken ska tillämpas på framtida fall. Även om domstolsavgöranden alltså är den vanligaste källan till den engelska rättens juridiska regler går en stiftad lag alltid före dessa på de områden där täckande lagstiftning finns, vilket lett till minskad betoning av faktisk case law och av de uppenbara skillnaderna gentemot kontinental-romersk rätt. Englands avsaknad av enhetlig skriven författning är dock symtomatiskt för systemet, liksom den utsträckning i vilken dess bestämmelser är "döda", t ex rätten för protestanter att bära vapen i den engelska Bill of Rights från 1689, vilken idag skulle uppfattas diskriminerande och kraftigt inskränkts för samtliga undersåtar under 1900-talet. 
Common law i denna betydelse ska således även skiljas dels från begreppet billighetsrätt (engelska: Equity). Skillnaden mellan common law och billighetsrätten ligger i att den förra före 1874 administrerades av andra domstolar än den senare. Common law grundade sig i kungamaktens domsrätt, medan billighetsrätten grundade sig på lordkanslerns domsmakt och eftersom lordkanslern i princip alltid var prästvigd så var denne utbildad i såväl romersk och kanonisk rätt.

## Länder som tillämpar Common law
Common law används i de flesta länder som någon gång tillhört det brittiska imperiet, som USA, Kanada, Australien, Nya Zeeland, Irland, Indien, Cypern, Fiji, Belize, Singapore, Jamaica och merparten av det som tidigare var brittiska Västindien. I åtskilliga av dessa har common law blandats ut med andra rättssystem, som i Sydafrika, Malta, Israel, Guyana, Botswana och Filippinerna (genom det amerikanska arvet) samt Namibia (genom det sydafrikanska). 
Skottland har ett eget, särpräglat rättssystem, som i praktiken är en syntes mellan romersk och anglosaxisk rätt, där de senare inslagen stärkts i och med unionen 1707 och framåt. Fortsatt lagstiftas dock åtskilliga angelägenheter separat av det separata skotska parlamentet. Amerikanska delstaten Louisiana och den kanadensiska provinsen Quebec har båda rättssystem som delvis bygger på fransk rätt, pga det franska arvet. Detta gäller i synnerhet inom civilrätten. Inom straffrätten, där common law lägger emfas på rätten till jury m m, är skillnaderna mindre väsentliga.
Den äldre sedvänjan med prövning genom åtalsjury tillämpas fortfarande i USA:s federala domstolar, då den ingår som en rättighet i USA:s konstitution. I de flesta andra före detta brittiska kolonier har den däremot tagits bort ur rättssystemet.